# Libri dei Re
Il Primo e il Secondo libro dei Re (in ebraico ספר מלכים‎?, sèfer melakhìm o Mǝlāḵîm; in latino 1-2 Regum) sono due testi contenuti nella Bibbia ebraica (Tanakh, dove sono contati come un testo unico) e cristiana. Nella numerazione tradizionale greca sono chiamati rispettivamente Terzo e Quarto libro dei Regni.

## Descrizione
Sono scritti in ebraico e, secondo l'ipotesi maggiormente condivisa dagli studiosi, la loro redazione definitiva, ad opera di autori ignoti, è collocata al VI-V secolo a.C. in Giudea, sulla base di precedenti tradizioni orali e scritte, in particolare della cosiddetta fonte deuteronomista del VII secolo a.C. (vedi Ipotesi documentale), integrata da tradizioni successive.
Il primo libro è composto da 22 capitoli descriventi la morte di Davide, Salomone, la scissione del Regno di Israele dal Regno di Giuda, il ministero del profeta Elia (nel nord) e i vari re di Israele e Giuda, eventi datati attorno al 970-850 a.C.
Il secondo libro è composto da 25 capitoli descriventi il ministero dei profeti Eliseo (nel nord) e Isaia (nel sud), vari re di Israele e Giuda, la distruzione e deportazione del Regno di Israele e del Regno di Giuda, eventi datati attorno all'850-587 a.C.

### Denominazioni dei libri
Il Primo e il Secondo libro dei Re originariamente formavano un unico libro. Essi fanno parte dei Libri storici per il canone cristiano e dei profeti anteriori per il canone ebraico. Nella versione greca dei Settanta essi costituiscono il "III e IV libro dei Regni" (in greco antico: Γ'-Δ' Βασιλειών?, Triton-Tetarton Basileión) e nella Vulgata il III e IV libro dei Re dopo i libri di Samuele, in essa indicati come I e II libro dei Re.

## Redazione
La redazione finale è collocata dalla maggior parte degli studiosi intorno al VI secolo a.C. L'autore biblico appartiene all'ambito religioso che ha prodotto il libro del Deuteronomio; per questo lo si definisce autore Deuteronomista.
Per ricostruire le vicende dei due regni di Israele, egli attinge a materiali d'archivio oggi non più in nostro possesso, tra cui il perduto Libro degli Annali dei Re di Giuda, oltre alle tradizioni orali e alla memoria storica del suo popolo.
Gli esegeti cristiani ritengono che «anche se questi libri sono pieni di dati storici, non sono innanzi tutto libri di storia. Il loro contenuto li qualifica piuttosto come una riflessione teologica su quel periodo della storia d'Israele nel quale questo popolo era governato da re» e infatti «la diversità di fonti e lo scopo teologico a cui sono assoggettati persino i materiali d'archivio consigliano di andar cauti in qualunque tentativo di ricavare dati storici dai libri dei Re».
Una delle caratteristiche dell'autore Deuteronomista è il continuo ricorso a formule fisse per delineare i regni dei vari sovrani che, dalla successione al trono di Davide fino alla distruzione del Tempio di Gerusalemme da parte dei Babilonesi di re Nabucodonosor e quindi dalla vecchiaia di Davide fino a Sedecia, si sono succeduti sul trono di Giuda e sul regno settentrionale d'Israele.
Gli esegeti dell'interconfessionale Bibbia TOB precisano, in merito alla cronologia dei re, come questa "presenta grossissimi problemi", in quanto «le date dei regni di Giuda in questi libri sono sempre offerte in riferimento a quelle dei re d'Israele e viceversa, cosa che comporta un certo numero di imprecisioni. Inoltre, alcuni errori di copisti (inversioni o confusioni di cifre) hanno introdotto qua e là del disordine in questa cronologia. [...] Si ottengono così tre risultati differenti a seconda che, per un determinato periodo, si addizionino i dati biblici circa i regni di Giuda o quelli d'Israele o i dati forniti dai sincronismi».

## Contenuto del primo libro

### Suddivisione del testo
Il Primo Libro dei Re rappresenta la continuazione ideale dei due Libri di Samuele, descrivendo la vicenda del popolo ebraico dal X alla metà del IX secolo a.C., cioè dalla fine del regno di Davide (circa 970 a.C.) fino al termine del regno di Acab nell'852 a.C.
In tutto comprende 22 capitoli che si possono suddividere in diverse parti:
- La successione a Davide (1-2[4]);
- Il regno di Salomone con la costruzione e dedicazione del Tempio di Gerusalemme (3-10[5]);
- I peccati di Salomone e la sua morte (11[6]);
- Lo scisma e la nascita dei due stati di Giuda e di Israele (12-13[7]);
- La storia dei due regni fino al ciclo del profeta Elia (14-16[8]);
- Il ciclo del profeta Elia (17-22[9]), che continua poi nel Secondo libro dei Re.

### Eventi più importanti
Il libro si apre con la difficile successione al trono di Davide, che vede imporsi la grande figura di suo figlio Salomone. Questi si sbarazza in modo spiccio del fratello Adonia, che mirava contemporaneamente al trono avendo sposato l'ultima concubina del padre, Abisag di Sunem; successivamente però ottiene da JHWH la Sapienza in un dialogo notturno divenuto giustamente celeberrimo (1 Re 3,1-15). Egli dà prova di grande giustizia (vedi l'episodio del figlio conteso dalle due prostitute: 1 Re 3,16-28), tanto che persino la mitica regina di Saba giunge dal suo paese per interrogarlo (si discute ancor oggi se Saba fosse posta in Arabia o in Etiopia; a tal proposito, il negus Menelik II asseriva di discendere da Salomone e dalla mitologica regina).
Il punto di svolta del libro è rappresentato dalla netta frattura causata, alla morte di Salomone, dall'inettitudine del suo successore Roboamo, il quale attizza le mai sopite tensioni tribali tra il nord e il sud, imponendo tasse gravosissime:
La rivolta che ne scaturisce costringe Roboamo a fuggire ignominiosamente sopra un carro verso Gerusalemme.
Questo episodio è stato reso celebre da Dante Alighieri nel suo Purgatorio:
(Dante Alighieri, Divina Commedia, Purgatorio XII, 46-48)
Le vicende dei Re dei due stati, narrate parallelamente da qui in poi, sono interrotte da quelle che un biblista ha definito delle "oasi letterarie", cioè inserti narrativi di particolare bellezza, tra cui spicca il grande ciclo del profeta Elia.

### Successione dei Re di Giuda nel primo libro
- Roboamo (930-913 a.C.)
- Abia (913-911 a.C.)
- Asa (911-870 a.C.)
- Giosafat (870-849 a.C.)

### Successione dei Re di Israele nel primo libro
- Geroboamo I (930-910 a.C.)
- Nadab (910-909 a.C.)
- Baasa (909-886 a.C.)
- Ela (886-885 a.C.)
- Zimri (885 a.C.)
- Omri (882-874 a.C.)
- Acab (874-852 a.C.)

## Storicità del primo libro

### La "Successione al Trono di Davide"
Si ritiene che i capitoli 19-20 del Secondo libro di Samuele ed i primi due capitoli del Primo libro dei Re formassero in origine un'opera unitaria più antica della stesura definitiva dei libri biblici. Questo testo è stato definito dagli studiosi Successione al Trono di Davide, ed è considerata uno degli esempi più antichi di storiografia, antecedente di ben cinque secoli agli scritti di Senofonte. In essa, infatti, l'autore non si limita a riportare i singoli eventi, ma cerca di evidenziare per la prima volta le connessioni tra le varie vicende ed il loro svolgersi. Naturalmente il primo protagonista della storia è Dio stesso, che guida con occhio provvidente gli avvenimenti umani.

### Gli "Annali dei Re di Giuda"
A partire dal capitolo 11, con la narrazione del peccato di Salomone, che si lasciò indurre all'idolatria dalle sue mogli pagane, il clima cambia totalmente. Proprio quella che a prima vista parrebbe la parte più propriamente "storica" del libro, cioè la successione dei re giudaici ed israelitici, è proprio quella che più si allontana dalla "storiografia" nel senso moderno del termine. Infatti qui l'autore Deuteronomista interviene di continuo a ripensare la storia del suo popolo, ordinando ed interpretando gli eventi in chiave religiosa. Un sovrano è giudicato positivamente in base a tre criteri:
- la lotta all'idolatria Cananea;
- la fedeltà alla purezza del monoteismo biblico;
- la promessa divina alla dinastia davidica, e quindi il confronto con i propri antenati più nobili.

Inevitabilmente il giudizio dell'autore diventa severissimo nei confronti della maggior parte dei sovrani, soprattutto contro quelli del Regno Settentrionale, colpevoli di aver posto due vitelli d'oro nei santuari di Betel e Dan (1 Re, 12,26-31), alle due estremità opposte del regno, onde impedire i pellegrinaggi delle 10 tribù settentrionali a Gerusalemme, e quindi il loro ritorno nella sfera d'influenza giudaica. Questi sovrani sono esclusi dalla promessa divina di un Regno Eterno fatta alla dinastia davidica proprio in virtù di questo peccato d'idolatria.

### Il faraone Sisach
Importante, dal punto di vista storico, è la menzione del sovrano egizio Sisach in 1 Re 14,25, ben noto anche al di fuori del testo biblico. Nelle fonti egizie egli è chiamato Sheshonq I; regnò dal 945 al 924 a.C. e fondò la XXII dinastia. Con la sua campagna in Palestina egli tentò di riaffermare il predominio egiziano su questa regione, dopo i fasti del regno di Ramses II e la successiva decadenza. Il testo biblico dice che egli si impossessò degli arredi d'oro del Tempio di Salomone; evidentemente ciò significa che egli sottopose il Regno di Giuda a un pesante tributo.

### Samaria
Uno degli atti politici più importanti del re Omri fu quello di fondare la nuova capitale, Samaria (1 Re 16,24). Gli scavi archeologici condotti sul posto hanno confermato che essa sorse effettivamente nel IX secolo a.C. Sono stati riportati alla luce il palazzo reale di Samaria e le mura di fortificazione, ma anche diversi ostraka, tavolette di argilla incise, che forniscono ragguagli di tipo amministrativo ed economico.
La città fu conquistata e distrutta dagli Assiri di Sargon II nel 721 a.C., e per una seconda volta da Giovanni Ircano nel 107 a.C., ma Erode la riedificò sontuosamente e la rinominò Sebaste (in greco Augusto), in onore dell'imperatore romano Ottaviano Augusto, che lo aveva confermato sul trono.

## Contenuto del secondo libro

### Suddivisione del testo
Il Secondo Libro dei Re rappresenta la continuazione ideale del Primo, descrivendo la vicenda del popolo ebraico dal IX al VI secolo a.C., cioè dalla fine del regno di Acazia (circa 852 a.C.) fino alla distruzione del Regno di Giuda nel 587 a.C.
In tutto comprende 25 capitoli che si possono suddividere in diverse parti:

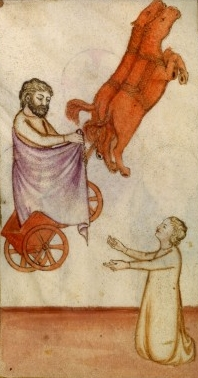
Il rapimento in Cielo di Elia, su un carro di fuoco. A destra, inginocchiato, il discepolo, Eliseo. Miniatura estratta dallo Speculum Humanae Salvationis - XIV secolo.

- Il rapimento in Cielo di Elia 1-2[15];
- Il ciclo del profeta Eliseo 3-13[16], comprendente la misera fine di Gezabele 9[17] e la vicenda dell'usurpatrice Atalia 11[18];
- La decadenza e la fine del Regno d'Israele 14-18[19];
- Il ciclo del profeta Isaia e i regni di Ezechia e Manasse 19-21[20];
- La riforma religiosa di re Giosia 22-23[21];
- Le invasioni dei Caldei e la fine del regno di Giuda 24-25[22].

### Eventi più importanti
Quattro sono gli eventi più importanti descritti da questo libro. Il primo è certamente la caduta di Samaria in mani assire, dopo un lungo periodo di decadenza del regno settentrionale, segnato dal turbinoso susseguirsi di cinque re in quattordici anni, tutti morti ammazzati in seguito a congiure. Le dieci tribù settentrionali vengono di conseguenza deportate dai vincitori, com'era loro costume per sradicare i popoli e sottometterli meglio, e sostituite da altri popoli pagani, a loro volta deportati da altri angoli del vasto impero. 
Ha così origine la stirpe dei Samaritani, che si convertono al culto di JHWH, ma realizzano un sincretismo pagano-giudaico ed adorano Dio sul monte Garizim anziché a Gerusalemme. Ciò spiega l'odio razziale manifestato dai Giudei nei loro confronti, e testimoniato ancora dal Vangelo di Giovanni:
Nasce così anche il mito delle Tribù Perdute d'Israele, che storici di ogni tempo hanno voluto fantasiosamente identificare con vari popoli, perfino con i Maya.
Il secondo episodio è la riforma religiosa voluta da re Giosia, dopo aver rinvenuto il « Libro della Legge » durante lavori di restauro del Tempio di Salomone (2 Re 22,8-13). Questo testo è stato identificato dai biblisti con la prima stesura del Deuteronomio, o meglio della sua parte normativa (i capitoli dal 12 al 26), perché, leggendola, il re si straccia le vesti e decide di tornare alla purezza del culto di JHWH, eliminando ogni traccia di paganesimo. Per questo Giosia è particolarmente lodato nella Bibbia.
Lo stesso re è protagonista subito dopo la battaglia di Megiddo (609 a.C.). Il re dei Medi Ciassare ed i re di Babilonia Nabupolassar nel 612 a.C. avevano espugnato Ninive, e così il faraone Necao, volendo contrastare il dominio babilonese sulla Mesopotamia, che avrebbe minacciato anche l'Egitto, entra in guerra contro di loro. Per raggiungere la Mesopotamia deve attraversare il regno di Giuda, ma Giosia gli sbarra il passo con le sue truppe. Il re di Giuda non sa fare calcoli politici, per lui gli Assiri sono nemici mortali, e gli amici dei suoi nemici sono suoi nemici. Giosia è ucciso in battaglia presso Megiddo e quel luogo diventa simbolo di sconfitta rovinosa per il Popolo di Dio; infatti nell'Apocalisse il luogo dello scontro escatologico tra Bene e Male è detto "Armageddon", in ebraico la montagna di Megiddo. Necao sarà comunque definitivamente sconfitto da Nabucodonosor presso Karkemish, in Siria, nel 605 a.C.
Infine, il libro si chiude con la duplice invasione del regno di Giuda da parte dello stesso Nabucodonosor. La prima ha luogo nel 597 a.C., e re Ioiakim è sul suo letto di morte mentre le truppe straniere assediano la città; Nabucodonosor depone allora suo figlio Ioiachin dopo appena tre mesi di regno, e lo sostituisce con suo zio Mattania, cui cambia nome in Sedecia: un nome ironico, perché che significa giustizia di JHWH, mentre il potere decisionale l'aveva il re caldeo. Sedecia tuttavia ignora gli avvertimenti del profeta Geremia e cerca di stringere alleanza con l'Egitto contro i Caldei. Nabucodonosor non glielo perdona, nel 587 a.C. Gerusalemme è conquistata e rasa al suolo, ed i maggiorenti della nazione giudaica deportati a Babilonia. Sedecia fa una brutta fine: prima è costretto ad assistere all'esecuzione dei suoi figli, poi è accecato. Questa è la fine del glorioso Tempio di Salomone e dell'antico Regno d'Israele fondato da Saul e Davide. Al ritorno da Babilonia nel 539 a.C., i Giudei non parleranno più ebraico ma aramaico.

### Successione dei Re di Giuda nel secondo libro
- Joram (849-843 a.C.)
- Atalia, usurpatrice (843-838 a.C.)
- Ioas (838-800 a.C.)
- Amazia (800-783 a.C.)
- Azaria (783-742 a.C.)
- Iotam (742-735 a.C.)
- Acaz (735-716 a.C.)
- Ezechia (716-687 a.C.)
- Manasse (687-642 a.C.)
- Amon (642-640 a.C.)
- Giosia (640-609 a.C.)
- Ioacaz (609 a.C.)
- Ioiakim (609-598 a.C.)
- Ioiachin (598-597 a.C.)
- Sedecia (597-587 a.C.)

### Successione dei Re di Israele nel secondo libro
- Acazia (852-851 a.C.)
- Ioram (851-843 a.C.)
- Ieu (843-816 a.C.)
- Ioacaz (816-801 a.C.)
- Ioas (801-786 a.C.)
- Geroboamo II (786-746 a.C.)
- Zaccaria (746 a.C.)
- Sallum (746 a.C.)
- Menachem (745-737 a.C.)
- Pekachia (737-736 a.C.)
- Pekach (736-732 a.C.)
- Osea (732-722 a.C.)

## Storicità del secondo libro

### La "guerra siro-efraimitica"
Importante, dal punto di vista storico, è la cosiddetta guerra siro-efraimitica, citata in 2 Re 16,5-9, ma anche in Isaia 7,1-17, dove è spiegata con maggior ampiezza. Al tempo di Iotam re di Giuda si formò una lega anti-assira voluta da Pekach, re d'Israele, e da Rezin, re di Aram, cioè di Siria. Tale lega era sostenuta dall'Egitto, che così sperava di riconquistare l'egemonia nella regione siro-palestinese, perduta a vantaggio degli Assiri.
Ora, Acaz, re di Giuda e figlio di Iotam, rifiutò di prendere parte a questa lega, e così i re di Aram, di Israele e dell'Idumea decisero di unire le proprie forze per conquistare il regno di Giuda ed imporvi un sovrano a loro gradito, che si unisse loro nella lotta agli odiati Assiri. Questa guerra viene detta "siro-efraimitica" perché il regno d'Israele era noto anche come regno di Efraim, dal nome della tribù più importante (Efraim era il secondogenito di Giuseppe, figlio del patriarca Giacobbe-Israele), e si svolse negli anni 734-732 a.C.
Acaz si rivolse allora al re assiro Tiglat-Pileser III, dichiarandosi "suo figlio" e "suo servo"; il sovrano mesopotamico intervenne prontamente, sbaragliò l'esercito dei re coalizzati contro Acaz e ricevette l'atto di sottomissione di quest'ultimo. Le tavolette di Nimrud confermano la storicità di quest'episodio e contengono la lista completa dei diversi re che divennero tributari di Tiglat-Pileser III dopo la conquista di Damasco nel 732 a.C.

### La campagna di Sennacherib
Anche quest'operazione militare (18,13-16) avvenuta nel 701 a.C. è confermata da un prisma di terracotta riportato alla luce nel 1952 e conosciuto come "prisma di Taylor", dal nome del suo acquirente. In esso si legge:
Come si vede, Sennacherib afferma di avere vinto la guerra, mentre il Secondo libro dei Re afferma che un Angelo di Dio, presumibilmente sotto forma di una pestilenza, liberò Gerusalemme dall'assedio. Non bisogna però dimenticare che, nell'antichità, le iscrizioni reali celebravano tutte le gesta del signore come se fossero delle vittorie.
Anche l'assedio della piazzaforte giudea di Lachis, descritto in 2 Re (18,14) ed avvenuto durante la suddetta campagna, è stato confermato dall'archeologia moderna, grazie alla scoperta dei maestosi bassorilievi ritrovati nel palazzo reale di Ninive, in cui è testimoniata la tecnica di guerra degli Assiri, basata su macchine belliche. Lachis è stata riportata alla luce sotto l'attuale Tell ed-Duweir, in posizione strategica a circa 40 chilometri da Gerusalemme.